# Феерия непонимания
«Феерия непонимания» (итал. Le Fate ignoranti) — итальянский фильм 2001 года режиссёра Ферзана Озпетека.

## Сюжет
Когда муж Антонии (Маргерита Буй) — Массимо - погибает в автокатастрофе, она случайно узнаёт, что у него был в течение семи лет однополый роман с торговцем по имени Микеле (Стефано Аккорси). Вначале она ошеломлена новостью и враждебно настроена к Микеле, но вскоре подружилась с ним и его друзьями, среди которых есть и геи, и транссексуалы, и натуралы, в том числе турецкий иммигрант, драматург и владелец бутика. По мере того как Антония знакомится с этими людьми и становится частью их жизни, новые отношения кардинально преображают её.